# Stanislav Novák (kněz)
J.M. can. ThDr. Stanislav Novák (14. června 1917 Vlašim – 2. října 2006 Litoměřice) byl český katolický kněz, vysokoškolský pedagog, teolog, profesor pedagogiky a katechetiky, kanovník Vyšehradské kapituly.

## Život
Středoškolské vzdělání získal na státním čsl. gymnáziu v Benešově, které zakončil maturitou v roce 1937. V letech 1937-1939 studoval ke kněžství na bohoslovecké fakultě Karlovy univerzity a poté, když nacisté uzavřeli vysoké školy, pokračoval ve studiích na Arcidiecézním bohosloveckém semináři v Praze, které dokončil v roce 1942 a v témže roce byl pak vysvěcen na kněze.
Po vysvěcení působil v duchovní správě. V dalším studiu pokračoval po skončení nacistické okupace na bohoslovecké fakultě Karlovy univerzity v Praze a doplnil si základní studia bohosloví v letech 1948-1949. Po krátkém působení v duchovní správě přešel jako profesor na gymnázium. V letech 1957-1958 působil jako administrátor bubenečské farnosti při kostele sv. Gotharda.

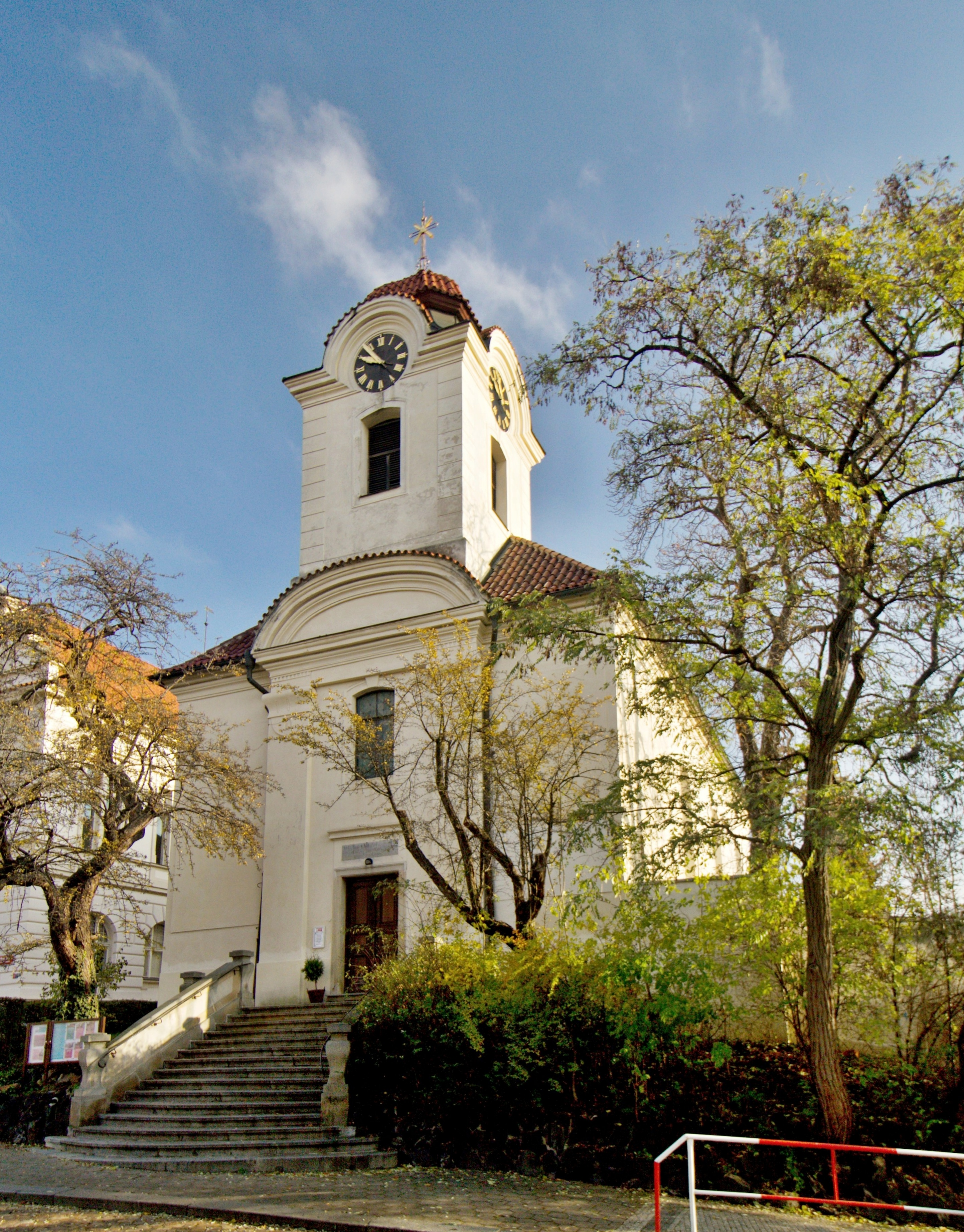
Bubenečský kostel sv. Gotharda, místo působení Mons. Nováka

V roce 1968 byl povolán na Cyrilometodějskou bohosloveckou fakultu do Litoměřic. 17. dubna 1969 zde byl pověřen externím vyučováním katechetiky, s účinnosti od 15. dubna 1969. 23. září 1970 byl na CMBF jmenován lektorem pro obor katechetika v akademickém roce 1970-1971. Pro rok 1971-1972 byl jmenován lektorem dne 27. prosince 1971 opět pro obor katechetika. 28. srpna 1972 byl jmenován asistentem pro obory pedagogika a katechetika, s účinností od 1. října 1972.
Dále zde získal doktorát teologie po předložení disertační práce s názvem Disharmonie člověka a jeho výchova, a 5. června 1974 byl promován. 8. ledna 1975 byl jmenován odborným asistentem pro obor katechetika a pedagogika, s účinností od 1. ledna 1975. Dále byl 19. září 1979 jmenován docentem pro obor katechetika a pedagogika po předložení spisu Disharmonický člověk a jeho výchova, s účinností od 1. září 1979. Jeho působení na CMBF bylo ukončeno 30. září 1979.
V roce 1993 byl jmenován sídelním kanovníkem Vyšehradské kapituly v Praze, kde také bydlel.

### Závěr života
V roce 2006 se těžce nemocný se z iniciativy svého žáka, litoměřického biskupa Pavla Posáda, vrátil do Litoměřic, kde mnoho let vyučoval. Zde se mu na sklonku života dostalo paliativní péče v hospici sv. Štěpána a zde také 2. října 2006 zemřel ve věku 89 let a v 65. roce kněžské služby.
Rozloučení s ním se konalo v bazilice sv. Petra a Pavla na Vyšehradě v pondělí 9. října 2006 v 10 hodin, při zádušní mši v bazilice předsedal kardinál Miloslav Vlk se kterým koncelebroval pražský biskup Karel Herbst. Poté bylo jeho tělo pohřbeno do kapitulní hrobky na Vyšehradském hřbitově.